# Spodolepis substriataria
Spodolepis substriataria là một loài bướm đêm trong họ Geometridae.